# Litoscalpellum henriquecostai
Litoscalpellum henriquecostai is een rankpootkreeftensoort uit de familie van de Scalpellidae. De wetenschappelijke naam van de soort is voor het eerst geldig gepubliceerd in 1960 door Weber.